# Al Wilson
Allen LeMar „Al“ Wilson (* 19. Juni 1939 in Meridian, Mississippi; † 21. April 2008 in Fontana, Kalifornien) war ein US-amerikanischer Soulsänger.

## Leben
Die Gesangskarriere von Al Wilson begann schon in seiner Jugend. Als Mitglied eines Kirchenchors war er bereits mit zwölf Jahren der Kopf eines Gospelquartetts. Nach Schulzeit und Umzug nach Kalifornien folgten erst einmal einige Gelegenheitsjobs und eine zweijährige Militärzeit, während der er auch in einem Soldatenchor sang.
Danach trat er in Clubs in Los Angeles auf und schloss sich schließlich der Band Jewels an. Über zwei weitere Bands, die Rollers und die Souls, kam er 1968 schließlich zu Johnny Rivers’ Schallplattenlabel Soul City und machte seine ersten Soloaufnahmen. Sein erster Hit war im selben Jahr der von Oscar Brown Jr. geschriebene und aufgenommene Titel The Snake. Dieser Titel wurde auch in der britischen Northern-Soul-Bewegung ein Erfolg und kam dort – allerdings erst einige Jahre später – in die Charts.
Nach den Anfangserfolgen dauerte es allerdings fünf Jahre, bevor mit Weighing In in den USA ein zweites Album folgte. Die erste Single daraus war Show and Tell. Dieses Lied wurde ursprünglich von Johnny Mathis aufgenommen. Al Wilson hatte mit dem Lied seinen größten Hit; es verkaufte sich über eine Million Mal und schaffte es bis auf Platz 1 der Billboard-Charts. Daraufhin verkaufte sich auch das Album über zwei Millionen Mal.
Bereits im Jahr darauf folgte ein weiteres Album La La Peace Song, dessen Titelsong ein weiterer Top-40-Hit wurde. Das Albumlied Baby I Want Your Body wurde zudem Wilsons größter R&B-Erfolg und wurde in den R&B-Charts auf Platz 3 gelistet, auch wenn er nicht in die Popcharts kam.
Im Jahr 1976 folgte das Album I've Got a Feeling. Der Titelsong dieses Albums kam in den offiziellen Popcharts bis auf Platz 29; es war die letzte Chartplatzierung von Al Wilson.
1979 veröffentlichte er mit Count the Days sein letztes Album, das nur noch mäßig erfolgreich war. Seit den 1980er Jahren war er als Club- und Konzertsänger unterwegs.

## Diskografie

### Alben
- Searching for the Dolphins (1968)
- Weighing In (1973)
- La La Peace Song (1974)
- Show and Tell (1974, Rocky Road Records)
- I’ve Got a Feeling (1976)
- Count the Days (1979)

### Singles
- The Snake (1968)
- Lodi (1969)
- Poor Side of Town (1969)
- Show and Tell (1974)
- Touch and Go (1974)
- La La Peace Song (1974)
- I Won’t Last a Day Without You / Let Me Be the One (1975)
- Baby I Want Your Body (1976)
- I’ve Got a Feeling (We’ll Be Seeing Each Other Again) (1976)